# Bliska
Bliska je poljski lanac benzinskih postaja koji pripada tzv. nižem segmentu odnosno glavni naglasak je stavljen na nižu cijenu goriva. Bliska je osnovana 2006. godine te je u 100%-tnom vlasništvu nacionalne naftne kompanije PKN Orlen.

## Vanjske poveznice
- Službena web stranica tvrtke